# Котков Ернест Іванович
Ерне́ст Іва́нович Котко́в  (3 березня 1931 , Київ  — 6 жовтня 2012 , Київ ) — український радянський художник-графік, художник-шістдесятник, член Національної спілки художників України (1958). Син архітектора Івана Коткова.

## Біографія
Народився 3 березня 1931 року в Києві.
В 1955 році закінчив Київський художній інститут, навчався у Василя Касіяна і Федора Самусєва. Творив у галузі плаката та монументально-декоративного мистецтва. Тривалий час працював на Київському комбінаті монументально-декоративного мистецького об'єднання «Художник». Близький друг всесвітньо відомого кінорежисера Сергія Параджанова. Тричі монументально-декоративні скульптури Коткова за рішенням Художньої ради НСХУ названі найкращими роботами року. Двічі художник був номінований на здобуття Державної премії СРСР. Свого часу у газеті «Правда» Коткова назвали «абстракціоністом», «формалістом» і «космополітом». Відтоді його «не брали» на офіційні, так звані «тематичні» художні виставки.
За період з початку Незалежності України Ернест Котков  провів більше десятка  персональних експозицій у Києві, а також за кордоном — у Німеччині, Нідерландах, Болгарії, Великобританії та Люксембурзі.
В наші дні монументальні роботи Ернеста Коткова стали хрестоматійними,  проте мало хто знає, що художник належить до київських модерністів, пов’язаних з явищем неофіційного мистецтва.
Незважаючи на успішну кар’єру монументаліста, що розпочалася за часів відлиги,  живописна практика Ернеста Коткова зазнавала жорсткої критики. Митцю дорікали за формалізм і до 1980-х років всі свої полотна майстер створював «в стіл». Працюючи «для себе», він випробовував  ряд стилістичних прийомів, що згодом знаходили своє втілення в мозаїках та об’ємно-просторових композиціях, які зрештою мали набагато ширшу аудиторію ніж експоновані на виставках твори.
Дружина: Валентина Коткова (23.10.1938-2.02.2024) - українська художниця, авторка гобеленів - ручного ткацтва.
Син: Ігор Котков - художник
Помер 6 жовтня 2012 року в Києві.

### Публікації
| Рік  | Публікація |
| ---- | --- |
| 1971 | Журнал «ДМ СРСР» № 11 |
| 1973 | Каталог персональної виставки ВОКС УРСР                                                                                                 |
| 1975 | «Радянське монументальне мистецтво». — М.: «Радянський художник». — С. 19, 31, 35                                                       |
| 1974 | Журнал «Образотворче мистецтво» № 3 стр.13                                                                                              |
| 1975 | Альбом «Монументальне та декоративне мистецтво в архитектурі України». — К.: «Будівельник», С. 72, 74, 78, 79, 80, 81.                  |
| 1977 | Каталог Республіканскої художньої виставки «Слава праці», С. 56                                                                         |
| 1977 | Газета «Ленінська правда», 2 серпня, Суми, репродукції                                                                                  |
| 1977 | Журнал «Творчість», № 4. Проблема синтезу сьогодні, пленум СХ СРСР, СА СРСР, С. 4                                                       |
| 1978 | Базазянц. Українскі монументалисти: від кількості до якості / Журнал «ДМ СРСР» № 5. — С. 14-23                                          |
| 1978 | Яким бути селу // Журнал «ДМ СРСР» № 3. — С. 7.                                                                                         |
| 1978 | Монументальне мистецтво. — М.: «Радянський художник». — С. 202.                                                                         |
| 1979 | Радянське монументальное мистецтво 1975—1977р. — М.: «Радянський художник». — С. 81.                                                    |
| 1980 | Журнал «ДМ СРСР», № 2. — С. 22. |
| 1980 | Попова Л., Цельтнер В. «Очерки про художниках України». — М.: «Радянський художник». — С. 107.                                          |
| 1980 | Журнал «Творчість» № 7. — С. 9, фото.                                                                                                   |
| 1983 | «Культура і життя» № 37. — 11 вересня.                                                                                                  |
| 1986 | Чегусова З. Пошуки нових форм у сучасній монументально-декоративній кераміці України // Журнал «Образотворче мистецтво» , № 5. — С. 27. |
| 1986 | Цельтнер В. Творчій портрет. Ернест Котков // Журнал «ДМ СРСР» № 9. — С. 28-29.                                                         |
| 1981 | Владич П. В. Український політичний плакат. Фоторепродукції. — К.: «Політвидав України». — С. 67, 68, 69, 76.                           |
| 1987 | Велигоцька Н. По плану монументальної творчості // Журнал «Образотворче мистецтво» № 1. — С. 19-22.                                     |
| 1987 | Велигоцька Н. Погляд // Журнал «Образотворче мистецтво» № 5. — С. 20.                                                                   |
| 1987 | Чегусова З. Погляд // Журнал «Творчість» № 10. — С. 28.                                                                                 |
| 1987 | Велигоцька Н. І глядачі прийшли // Журнал «Україна» № 29. — С. 12.                                                                      |
| 1988 | Монументальна композиція на Троещині м. Київ, «Букет» (памяти В. Высоцкого) // Проспект «Діалог через віки»                             |
| 1989 | Книга «монументально-декоративне мистецтво України» житловий масив на Троещині м. Київ, дом культури в с. Калинівка                     |
| 1990 | Каталог «Сучасне Українське мистецтво», выставка в м. Вена (Австрія)                                                                    |
| 1990 | Модель композиції «метеор», живопис «Муза», «Провінція», «Подвоєння», «Північна зірка» // Альбом «Погляд»                               |
| 1991 | Погляд // Каталог «Сучасне Українське мистецтво»                                                                                        |
| 2000 | Каталог виставки «Мистецтво України ХХ століття», Національный музей України                                                            |
| 2005 | В моїх роботах втоми ви не побачите (очерк) // Павлов О. Життя вдалося                                                                  |
| 2006 | «Київський літопис ХХІ століття», «Визначні імена та підприємства України»                                                              |
| 2008 | Династія Коткових // Альбом «Український літопис ХХІ століття»                                                                          |
| 2009 | Вільна творчість Єрнеста Коткова // Альбом «Faine ART» «Музей сучасного образотворчого мистецтва України»                               |
| 2013 | Памяті Ернеста Коткова «Дорога пил, кроки пішли…» // Журнал «Міга-іа»                                                                   |

## Твори

### Плакати
- «Возз'єднання українських земель в єдиній державі» (у співавторстві з Валерієм Ламахом та Іваном Семененком, 1959—1960)
- «Хай дзвенить колос на повний голос» (1964)

### Мозаїки
- в інтер'єрі Київського річкового вокзалу (1961, у співавторстві з Валерієм Ламахом та Іваном Литовченком)
- в інтер'єрі аеровокзалу аеропорту «Бориспіль» (1965, у співавторстві з Валерієм Ламахом та Іваном Литовченком)
- мозаїка «Симфонія праці» на фасаді житлового будинку по проспекту Берестейському, 21 у Києві (кінець 1970-х років, у співавторстві з Валерієм Ламахом)[3].

### Монументальні композиції
У співавторстві з художником Миколою Бартосіком створив об'ємно-просторові композиції:
- «Пробудження» та «Хай завжди буде сонце» — скульптури із заліза та бетону покриті мозаїкою (1981, Вараш, Рівненська обл.); архітектор проєкту — Юрій Худяков.
- «Метеорит» — об'ємно-просторова композиція-скульптура висотою до 15 м із заліза та бетону покрита мозаїкою із смальти, мармуру та спеціально виготовленого «модуля» із нержавіючої сталі (1983, Дніпро, біля Льодового палацу спорту «Метеор»); архітектори проєкту: Юрій Худяков, Віктор Судоргін.
- «Дніпровські хвилі» — композиція-скульптура із заліза та бетону покрита мозаїкою із смальти (1985, Дніпро, біля Льодового палацу спорту «Метеор»). Зруйнована в березні 2019[4][5].
- Станція метро «Либідська». Станція була відкрита 30 грудня 1984 року; архітектори: Валентин Єжов, Анатолій Крушинський, Тамара Целіковська за участю Олександра Панченка, художники Ернест Котков, Микола Бартосік.
- Серія с трьох монументів, що знаходяться на території жилого масиву Троєщина: «В пам‘ять жертвам Чорнобиля», «Водограй» та «Букет (в пам'ять про Висоцького)» 1986—1988 р.

## Зображення

Панно на Київському річковому вокзалі
«Симфонія праці», №21 Берестейський проспект у Києві
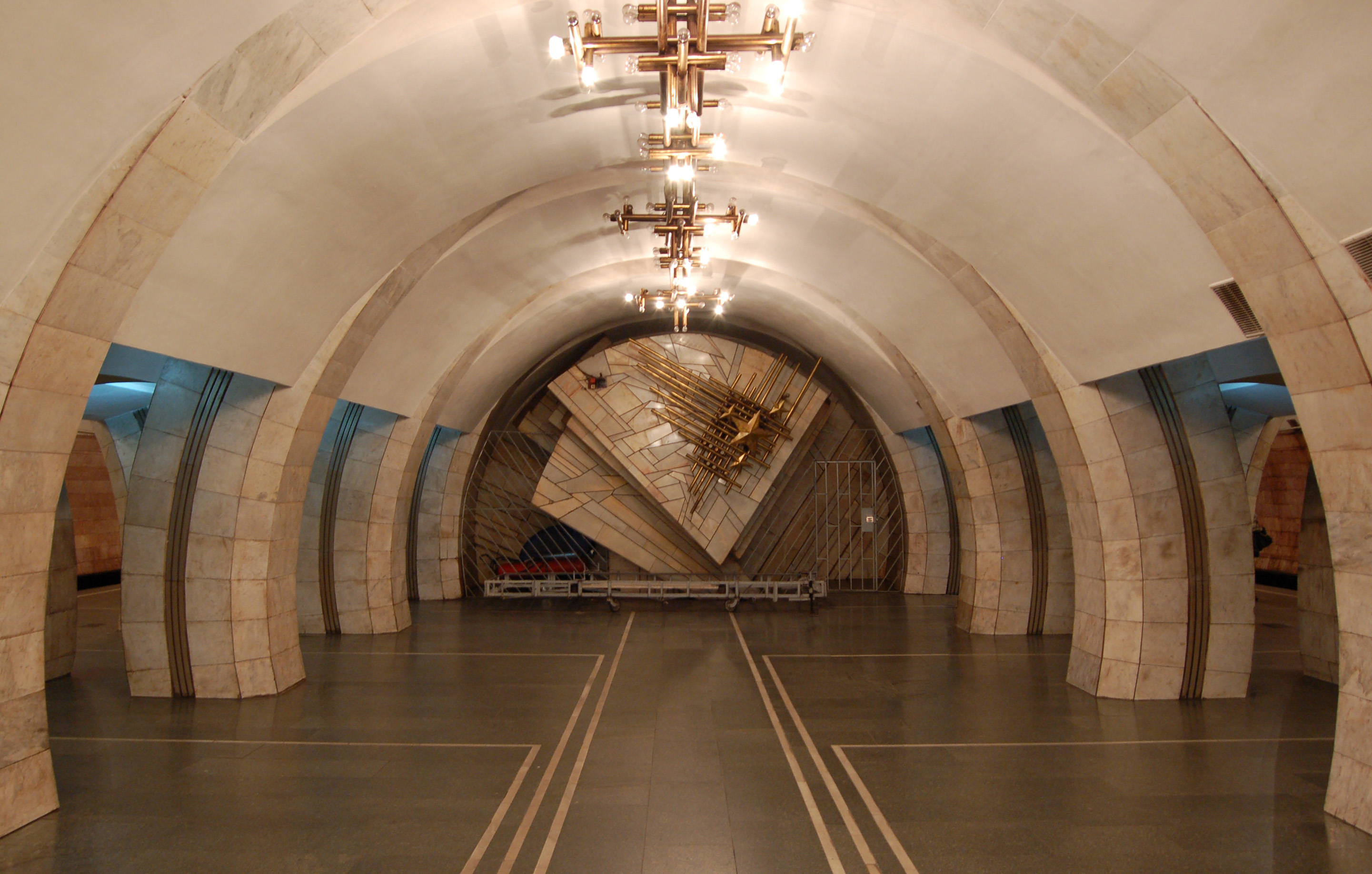
Станція метро «Либідська», центральний зал
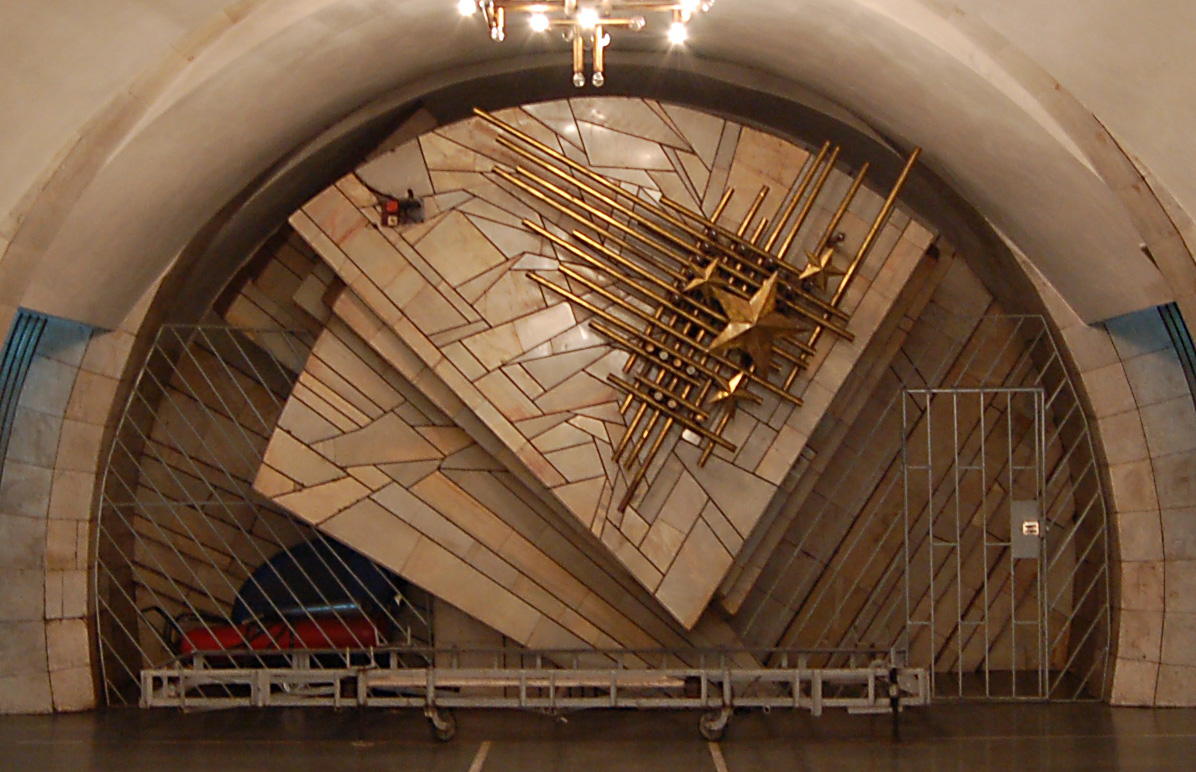
Станція метро «Либідська», композиція у торці центрального залу
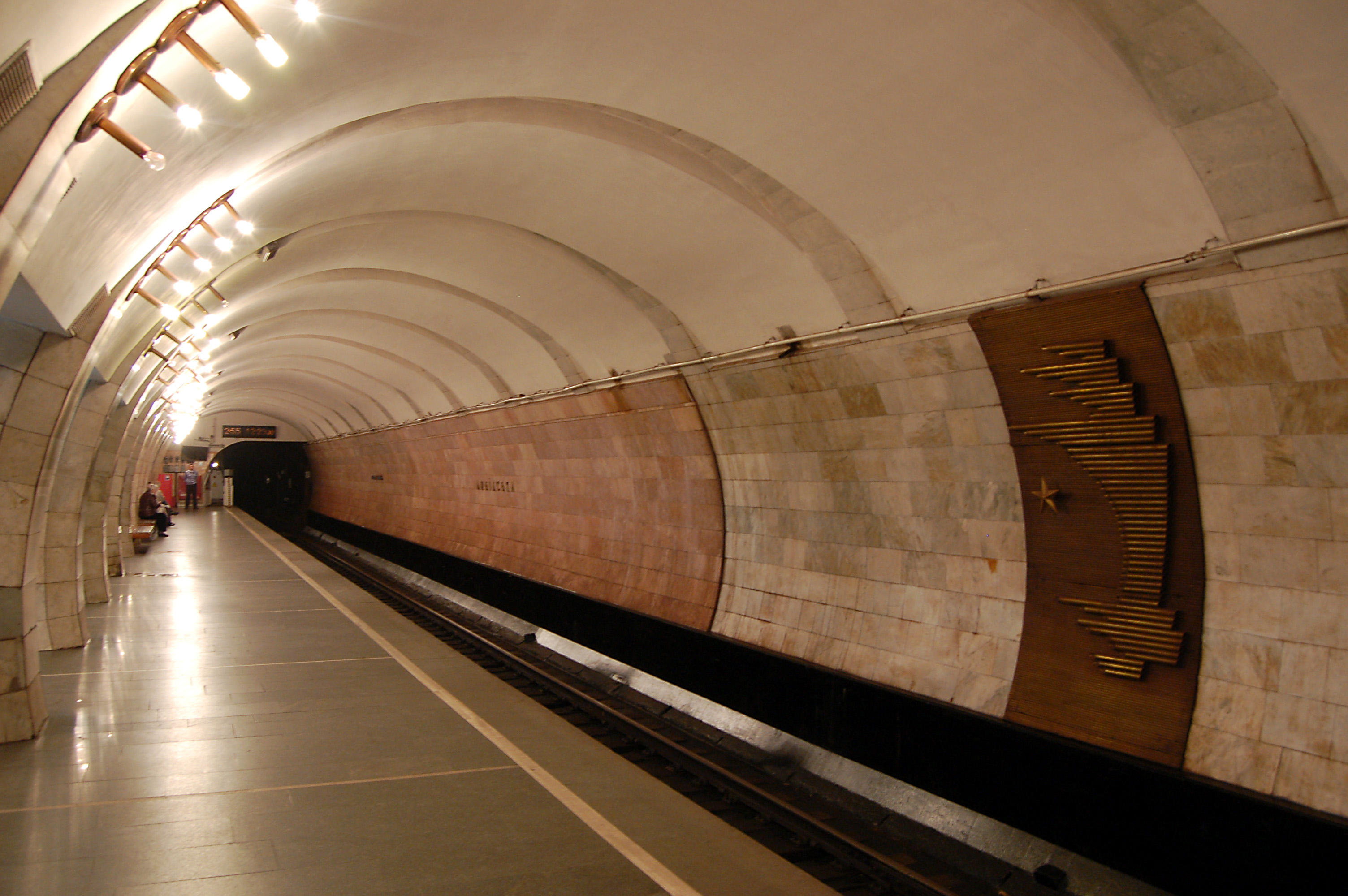
Станція метро «Либідська», посадкова платформа
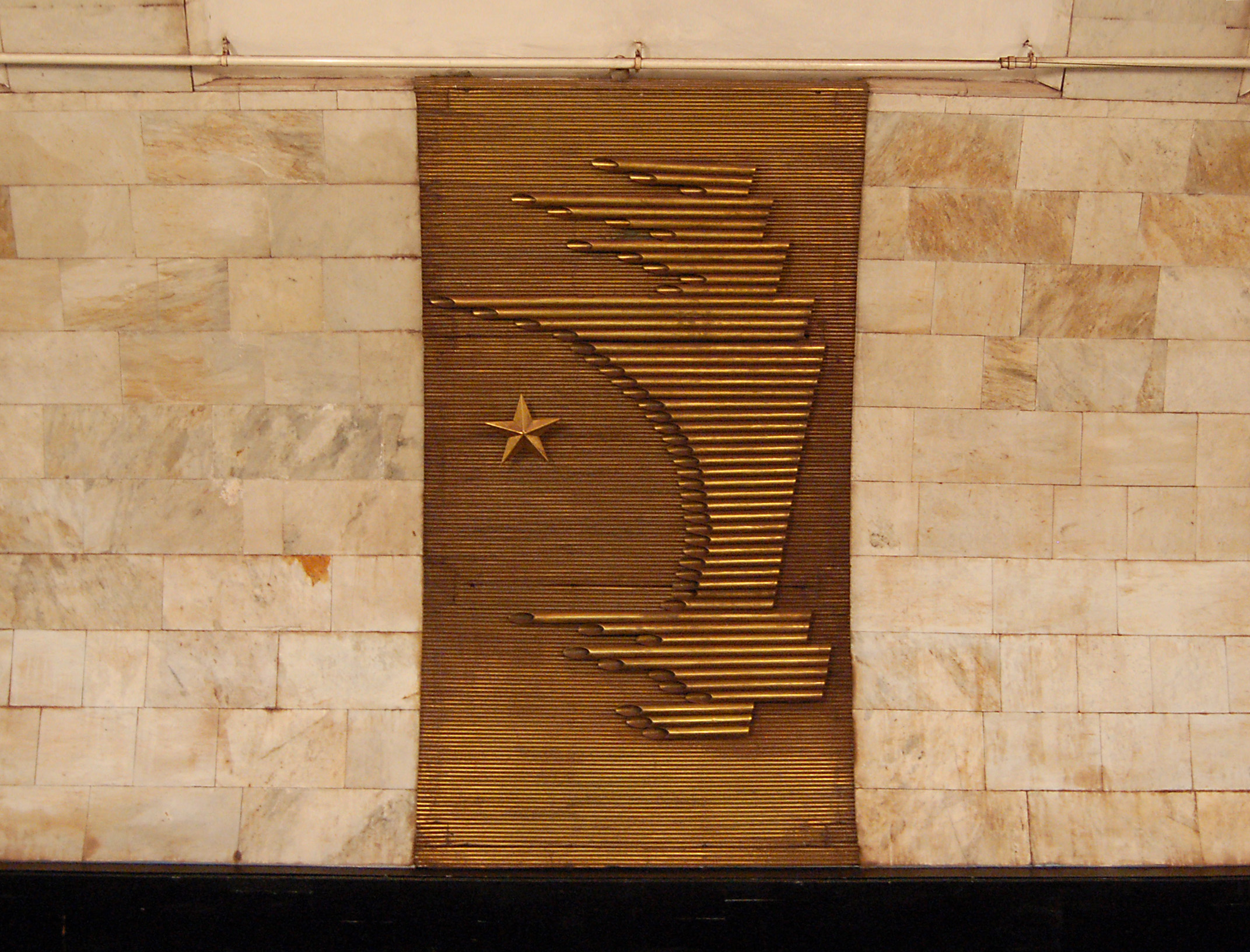
Станція метро «Либідська», дверцята на колійній стіні
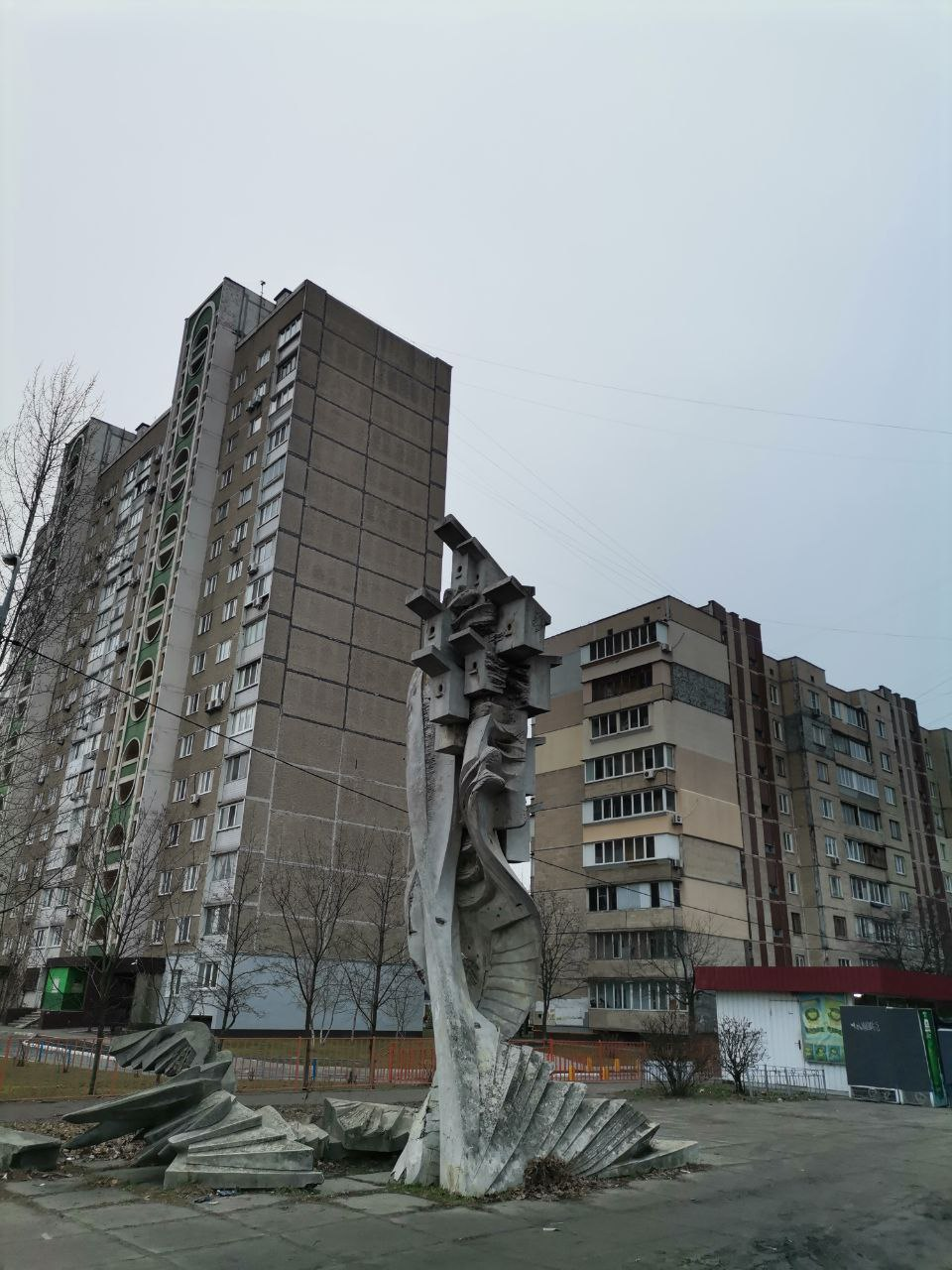
«В пам‘ять жертвам Чорнобиля на фоні будинка серії КТ, Вигурівщина-Троєщина
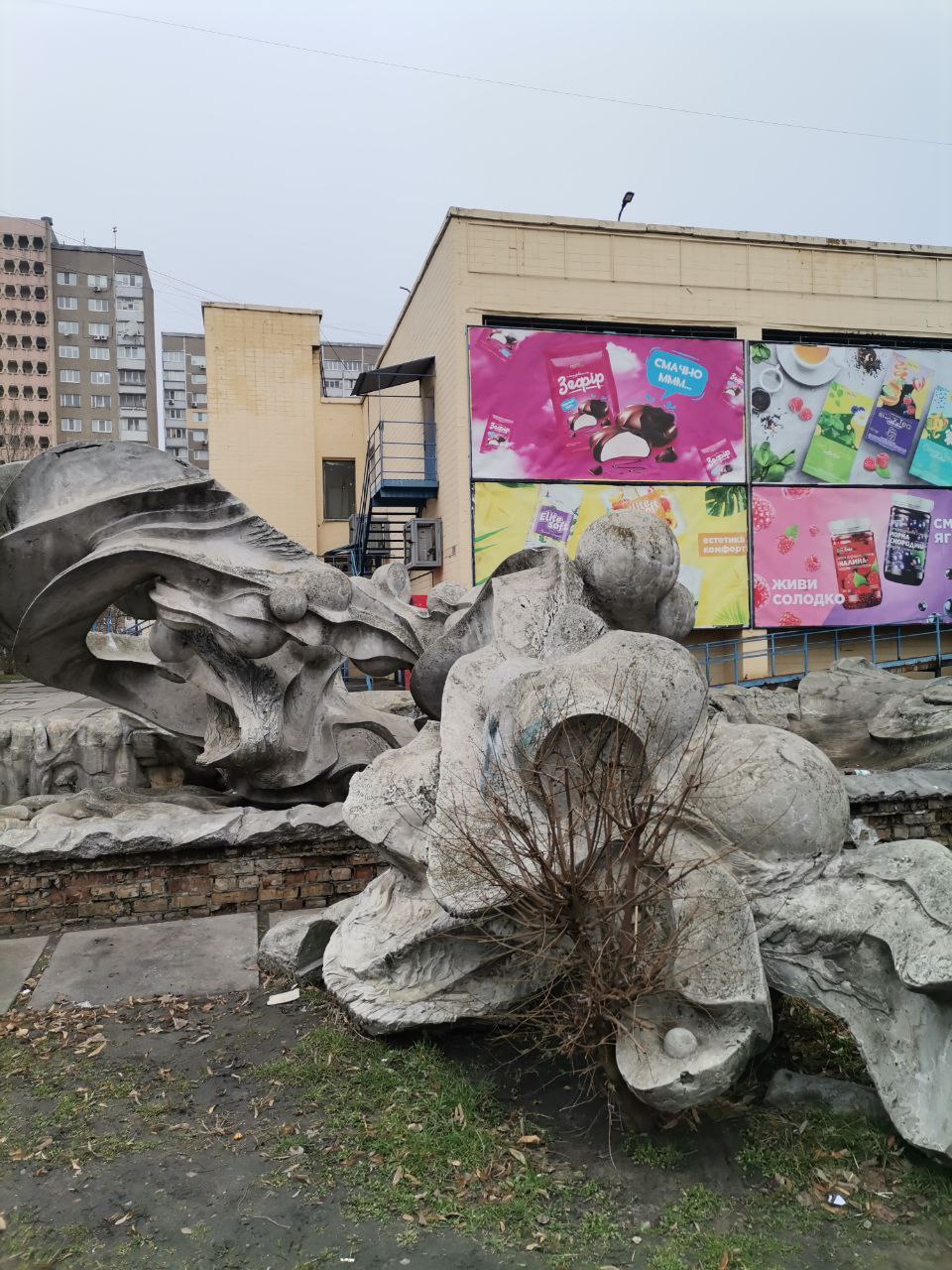
«Водограй», Вигурівщина-Троєщина
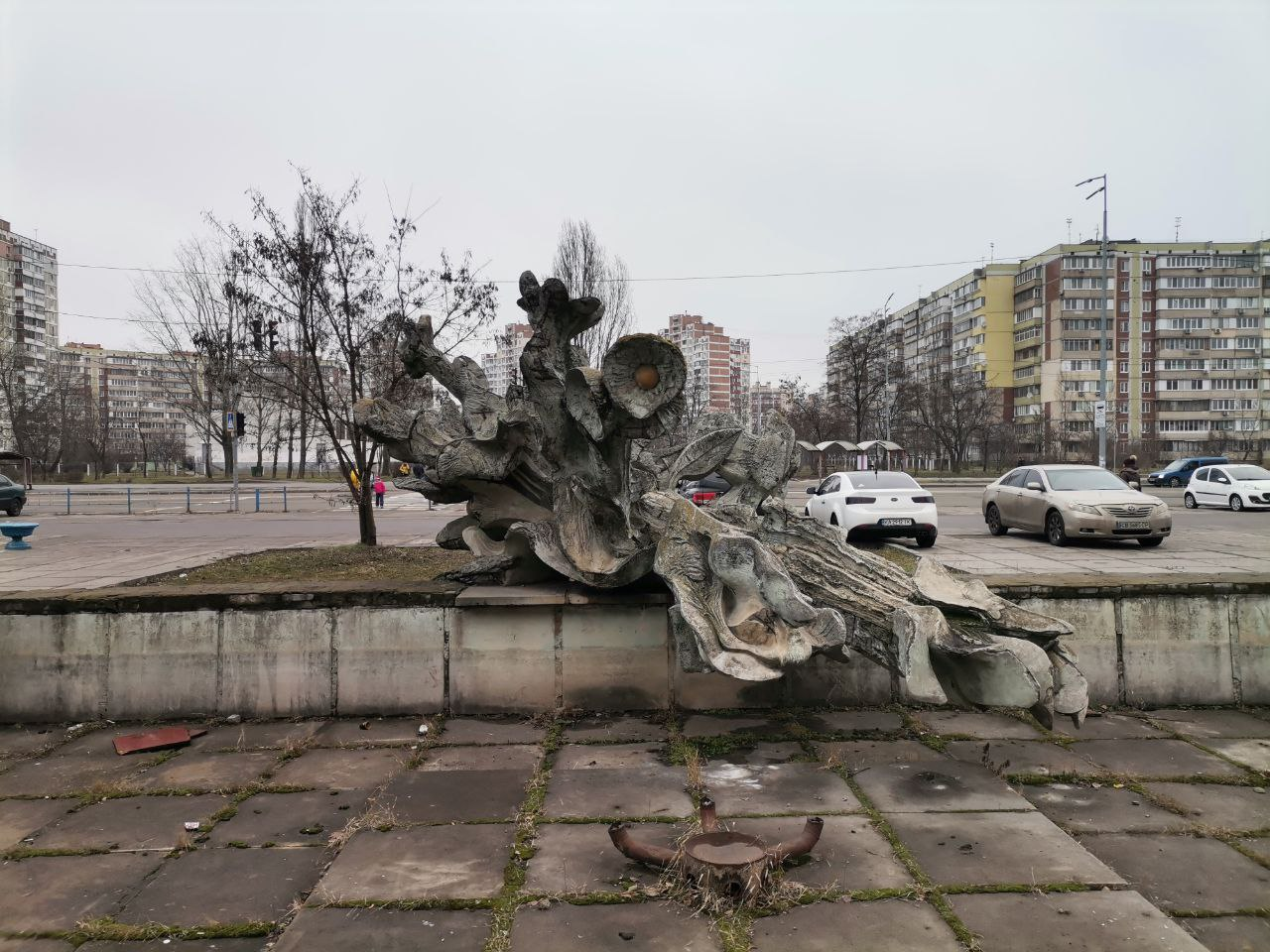
«Букет», Вигурівщина-Троєщина